# Carsia extensa
Carsia extensa là một loài bướm đêm trong họ Geometridae.